# Zacarià
Segons la Bíblia, Zacarià o Zacaries (en hebreu, זכריה בן-ירבעם Zekharyah ben Yerav’am) va ser el catorzè rei del Regne d'Israel després de la seva divisió. Tot i que el seu pare Jeroboam II va morir al 753 a.n.e. segons la cronologia tradicional, o al 803 a.n.e. segons la cronologia bíblica, no va començar a regnar fins onze anys després, segurament perquè encara era molt petit. Només va regnar sis mesos, fins que Xal·lum el va assassinar i va usurpar el tron.